# لیا بارکای
لیا بارکای (عبری: ליה גל ברקאי‎؛ زادهٔ ۵ آوریل ۱۹۹۹) بازیکن فوتبال اهل اسرائیل است.
وی همچنین در تیم ملی فوتبال زنان اسرائیل بازی کرده‌است.